# Siest
Siest település Franciaországban, Landes megyében. Lakosainak száma 137 fő (2022. január 1.). Siest Heugas, Orist, Rivière-Saas-et-Gourby, Saint-Lon-les-Mines és Tercis-les-Bains községekkel határos.

## Népesség
A település népessége az elmúlt években az alábbi módon változott:
| Lakosok száma | 70   | 66   | 82   | 108  | 124  | 134  | 138  | 139  | 138  | 137  |
|               | 1968 | 1982 | 1990 | 2006 | 2013 | 2015 | 2017 | 2019 | 2020 | 2022 |